# Goin’ Back
«Goin’ Back» (с англ. — «Возвращение») — песня, написанная Джерри Гоффином и Кэрол Кинг в 1966 году. В ней описываются утрата юношеской невинности и переход во взрослую жизнь. В разное время песню исполняли Дасти Спрингфилд, Голди Зелкович, The Byrds, Элки Брукс, Blerta, Рикки Росс, Марианна Фейтфулл, Билл Драммонд, Нильс Лофгрен, Фредди Меркьюри, The Move, The New Seekers, The Pretenders, Дайана Росс, Ричард Джон Томпсон, Фил Коллинз, The Icicle Works, Bon Jovi, а также у сама Кэрол Кинг.

## Версия Дасти Спрингфилд
Хотя Голди (из Goldie & The Gingerbreads) была первой исполнительницей, записавшей песню, ее версия была отозвана из-за разногласий с Гоффином и Кинг по поводу текста песни. Кэрол Кинг тогда решила записать «Goin’ Back» сама, но в конечном итоге она предложила её Дасти Спрингфилд. Певица записала песню 15 июня 1966 года на студии Philips Studios в Лондоне под аккомпанемент Питера Найта, продюсером стал Джонни Фанц. 1 июля песня была выпущена в качестве сингла с песней «I’m Gonna Leave You» на обратной стороне. Песня вошла в первую десятку синглового чарта в Великобритании. Запись не была включена ни на один студийный альбом певицы, но неоднократно издавалась на различных сборниках.

### Чарты
| Чарт (1966)                     | Пиковая позиция |
| ------------------------------- | --------------- |
| Австралия (Go-Set)              | 9               |
| Новая Зеландия (Listener)       | 15              |
| Сингапур (Radio Singapore)      | 6               |
| Великобритания (OCC UK Singles) | 10              |